# 巴爾杜博物館槍擊案
巴爾杜博物館槍擊案，是指2015年3月18日，發生於突尼西亞首都突尼斯市的槍擊事件。當日12時左右，武裝份子先後攻擊了突尼斯議會，以及緊鄰的巴爾杜國家博物館，當地警方以處理恐怖攻擊事件應對，击毙两名枪手。警方圍捕博物館內的槍手並進行攻堅成功，事後清點發現至少有19人死亡，已知其中17人是外國觀光客。事件是突尼斯历史上死亡人数最多的恐怖袭击，超过2002年炸死21人的格里巴犹太教堂爆炸案，其中大部分亦为欧洲游客，超过30人受伤。
伊斯兰国宣称对袭击事件负责，并扬言要发动更多的袭击。两天后，该组织对也门首都萨那两座什叶派清真寺的爆炸案表示负责，事件造成至少137人死亡。

## 背景
由于长期总统宰因·阿比丁·本·阿里的权力于2011年突尼斯革命被撤后，国家时常面临着伊斯兰激进分子的袭击，主要是在偏远地区。该国公民也是伊拉克和沙姆伊斯兰国（ISIL）的最大组成部分之一。旅游业自民主过渡以来一直是国家重要的经济命脉。

## 袭击
袭击当日上午，歌诗达迷人号和地中海辉煌号在拉葛列特港停靠。船上的一些乘客决定前往巴尔多博物馆。袭击发生时，有200多名游客在附近出现。
袭击于晚上12:30开始。恐怖分子乘坐公交车进入巴尔多博物馆建筑群。大量游客见状后跑进博物馆以免被枪击，袭击者追赶他们，在博物馆里把他们劫为人质。围攻行为持续了三个小时，警方突入建筑击毙袭击者，一名警察和一头警犬在救援行动中身亡。
突尼斯安全部队护送数十名游客远离案发现场，武装特警用枪指着临近的建筑以防万一。许多游客在恐慌中跑向安全地区，其中至少有一对夫妇带着两名儿童。
袭击期间，国会议员曾在博物馆附近的建筑裡讨论为反恐立法，当听到枪声时，他们被迫撤离建筑。后来他们被躺在地上，给安全部队展开营救人质行动提供空间。

## 嫌疑犯
案发第二天，突尼斯总理哈比卜·埃西德将亚辛·拉比底和萨伯尔·卡赫纳伊被认定为枪手。案发前，拉比底住在突尼斯的伊本·哈勒敦区，卡赫纳伊则住在卡塞林。拉比底在茉莉花革命后因工作需要搬到斯法克斯，住在那儿直至死去。拉比底是情报部门的关注人物，皆因他和卡赫纳伊此前积极联系突尼斯的恐怖组织。BBC安全记者弗兰克·加德纳表示，基地组织的密探声称两人在利比亚德尔纳接受了武装分子为期两个月的培训。
袭击第二天，警方立即展开搜捕多达三名疑似同伙的行动。第二天有九个人被逮捕，四个人直接与策划枪击案的基地组织有关系，五名直接与案件有关联。他们在袭击中所担任的角色尚未得到澄清
。
3月20日，突尼斯安全部长谢伊·拉菲克宣布，拉比底和卡赫纳伊此前在利比亚接受一个未定名组织的武器训练，为袭击作准备。

## 反应

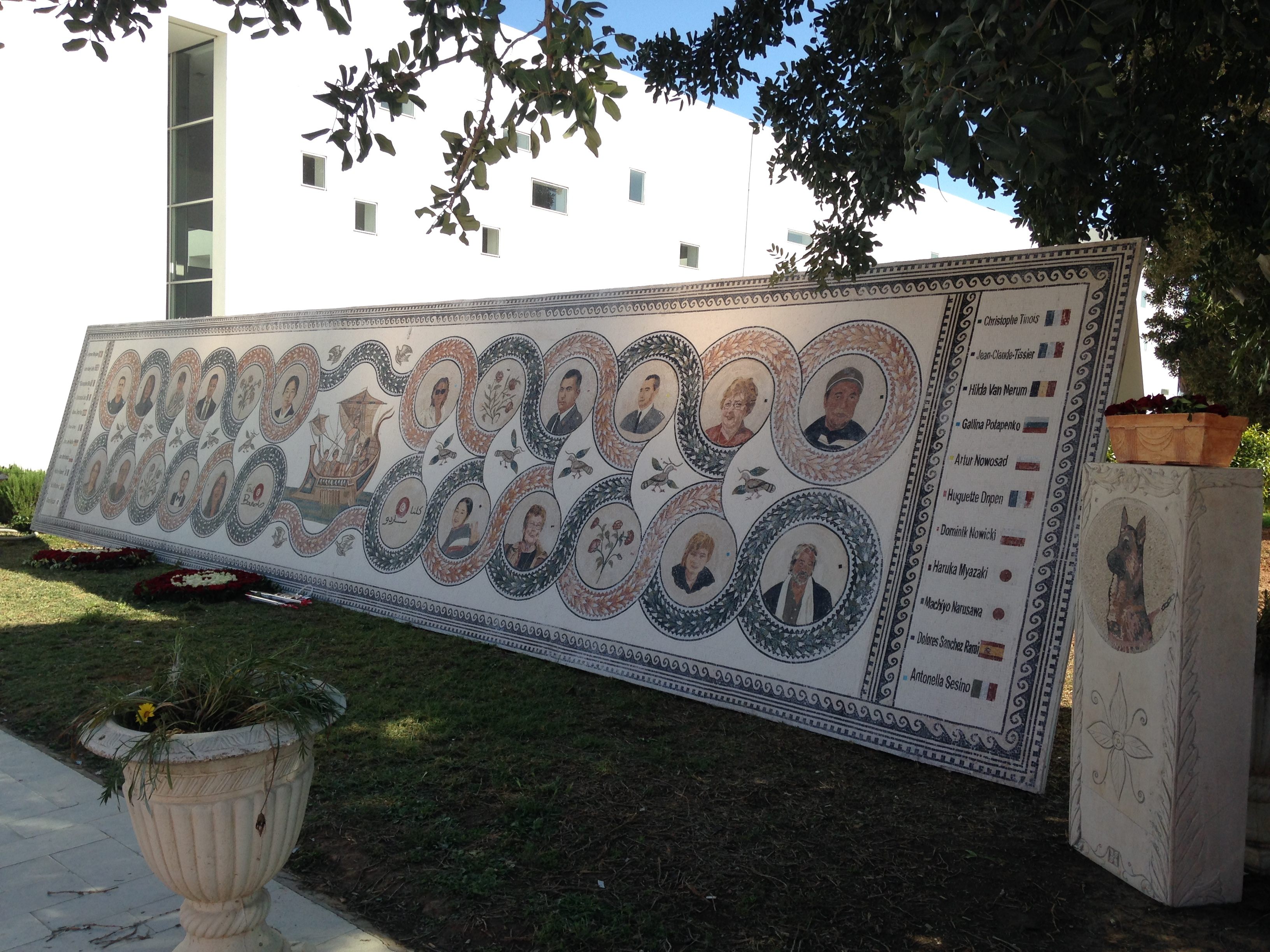
巴爾多博物館為攻擊受害者設立的馬賽克紀念碑

袭击结束时，总共十八名外国游客遇害，包括四名意大利人、一名法国人、一名俄罗斯人、一名英国侨民、两名哥伦比亚人、五名日本人、三名波兰侨民、一名澳大利亚人和一名西班牙人。一名突尼斯公民、一名突尼斯警察和两名嫌犯据报身亡。超过50人受伤，其中有许多外国游客。经各自所在地政府的证实，有十一名波兰侨民、六名意大利人、三名日本人和七名法国侨民受伤。地中海游轮公司报告歌诗达游轮有九名乘客被打死，十二名乘客受伤，另有六名游客至今下落不明，其中包括两名西班牙人、一名比利时人、一名英国侨民、一名法国侨民和一名日本人。邮轮公司表示，年内不会安排前往拉古莱特港的行程，改往马耳他。
SITE情报小组分析师丽塔·卡茨（Rita Katz）表示，伊斯兰国成员在Twitter帐号对袭击表示喜出望外，敦促突尼斯人“跟着他们的兄弟混”。
袭击发生第二天，伊斯兰国组织发表声明宣称为事件负责，并承诺将发动更多的袭击。与此同时，一个与伊斯兰国有关的Twitter帐号公布了一名意大利籍遇害者的照片，注明其姓名弗朗西斯科·卡尔达拉（Francesco Caldara），并在上面画了个红叉，写着：“这就叫粉碎。”（It was crushed）。

### 国内
案发当日晚些时候，突尼斯总统贝吉·凯德·埃塞卜西透过Facebook宣布将发表全国讲话。在讲话中，他表示袭击案是一场“巨大的灾难”，呼吁突尼斯民众日后谨防此类袭击，进一步表示国家正处在“反恐战争”中。总理哈比卜·埃西德发表声明谴责袭击，呼吁民众团结，还主持了内阁紧急会议。
袭击发生后突尼斯市区出现反恐抗议活动，据报有民众高呼：“突尼斯是自由的国家，恐怖分子滚出去。”袭击当日，为安全起见，埃西德总理下令把突尼斯军队部署全国各大城市。

### 国际
澳大利亚外交部长朱莉·毕晓普称此次事件是“针对初出茅庐的民主国家的袭击”，总理艾伯特向袭击中遇害的澳大利亚人的家人表示亲切慰问。英国外交大臣菲利普·哈蒙德称屠杀是“懦弱的恐怖袭击”，而首相戴维·卡梅伦称事件是“骇人听闻野蛮行为”。哥伦比亚总统胡安·曼努埃尔·桑托斯对袭击中丧生的两名哥伦比亚人表示遗憾，愿意帮助他们的家人，外交部亦发表声明。法国总理曼纽尔·瓦尔斯谴责此次袭击。意大利总理马泰奥·伦齐谴责此次袭击，并强调意大利是突尼斯政府的近邻。总统塞尔焦·马塔雷拉谴责袭击是“史无前例的暴力实证”。日本政府谴责袭击是“卑鄙行径”，而首相安倍晋三表示东京方面正在收集更多的信息，并表示谴责。西班牙外交与合作部在一份新闻稿中谴责袭击。
其他表达慰问和愤怒的国家包括圣座、墨西哥、撒拉威阿拉伯民主共和国、新加坡、中华人民共和国、叙利亚、土耳其和美国。